# Ardisia tilaranensis
Ardisia tilaranensis är en viveväxtart som beskrevs av Paul Carpenter Standley. Ardisia tilaranensis ingår i släktet Ardisia och familjen viveväxter. Inga underarter finns listade i Catalogue of Life.